# ピーター・コード
ピーター・コード (英: Peter Coad、1953年12月31日 - ) は、 ソフトウェアアントレプレナーでありソフトウェア工学に関する書籍の著者である。
コードは、カラーUMLとして知られるようになった技法を説明する役割を果たしたことで著名である。
カラーUMLは、色分けされた記法であり、人が設計やモデルを理解するのを容易にする技法である。

## 学歴
コードは、アメリカ合衆国のオクラホマ州立大学スティルウォーター校 (OSU) で電子工学を専攻し、1977年に優等学位学士号 (理学) を取得した。
また1981年には、南カリフォルニア大学でコンピュータ科学の理学修士号を取得した。

## 経歴
1986年に、コードはソフトウェアコンサルティング企業であるオブジェクト・インターナショナル社を設立し、社長に就いた。
1990年代には、コードはオブジェクト指向ソフトウェア開発における分析・設計・実装を題材とする6冊の本を共著で出版した。
この間、コードは自身の共著書で記したオブジェクト指向分析設計のためのコード/ヨードン法により、著名になった。
コード/ヨードン法は、エドワード・ヨードンと共に開発した、オブジェクト指向分析設計手法である。
コードは、ユーザ機能駆動開発 (FDD) と呼ばれる軽量手法の支持者として知られている。
ユーザ機能駆動開発は、同手法を説明した書籍を (コードとの) 共著で著したジェフ・デ・ルーカが主に開発した。
1999年には、コードはTogetherSoftというソフトウェア企業を共同で設立し、会長兼CEO兼社長となった。
およそ2000年から2004年にかけて、コードはプレンティスホールから出版された一連の Coad Series の編集責任者 (主幹)  であった。
このシリーズは、ソフトウェア開発の分野の書籍群である。
コッドは、ボーランドソフトウェアがTogetherSoftを買収した2003年1月に、ボーランドの上席副社長兼最高戦略責任者に就いた。
コードは2003年末にはボーランドを退職し、ソフトウェア開発分野の外、とりわけ聖書を原語で読むことを学ぶための教育の技法に関心を向けるようになった。

## 書誌情報

### 書籍
- Java Modeling In Color With UML, Peter Coad, Eric Lefebvre, and Jeff De Luca, June 1999, ISBN 0-13-011510-X
  - 『Javaエンタープライズ・コンポーネント—カラーUMLによるJavaモデリング』、ピーター・コード、ジェフ デ・ルーカ、エリック・レイフェイブル、依田光江 (訳) 、依田智夫 (訳) 、今野睦 (訳) 、2000年、ピアソン・エデュケーション、ISBN 978-4894712591
- Java Design: Building Better Apps and Applets (2nd Edition), Peter Coad, Mark Mayfield, and Jon Kern, 1998, ISBN 0-13-911181-6
  - 『UMLによるJavaオブジェクト設計 第2版』、ピーター・コード、マーク・メイフィールド、依田光江 (訳) 、依田智夫 (監訳) 、今野睦 (監訳) 、ISBN 978-4894711525
  - 『Peter CoadによるJavaオブジェクト設計』 (Java Design 第1版の訳) 、依田光江 (訳) 、依田智夫 (訳) 、今野睦 (訳) 、1997年、プレンティスホール出版、ISBN 978-4894710146
- Object Models: Strategies, Patterns, and Applications, (2nd Edition) Peter Coad, Mark Mayfield, and David North, 1996, ISBN 0-13-840117-9
  - 『戦略とパターンによるビジネスオブジェクトモデリング 第2版』、ピーター・コード、マーク・メイフィールド、ディビット・ノース、依田光江 (訳) 、依田智夫 (監訳) 、今野睦 (監訳) 、ピアソン・エデュケーション、1999年、ISBN 4-89471-136-2
- Object-Oriented Programming, Peter Coad and Jill Nicola, 1993, pages 582, ISBN 0-13-032616-X
- Object Oriented Design, Peter Coad and Ed Yourdon, 1991, ISBN 0-13-630070-7
  - 『オブジェクト指向設計「OOD」 Coad/Yourdonメソッド』、P・コード、E・ヨードン、小畑喜一 (訳) 、吉田誠 (訳) 、中川耕一 (訳) 、プレンティスホール出版、トッパン、1995年、ISBN 978-4931356054
- Object Oriented Analysis (2nd Edition), Peter Coad and Ed Yourdon, 1990, pages 233, ISBN 0-13-629981-4
  - 『オブジェクト指向分析 (OOA) 第2版』、P. コード、E. ヨードン、羽生田栄一 (監訳) 、富士ゼロックス情報システム株式会社 (訳) 、トッパン、1993年、ISBN 978-4810185133

### 論文集
- Amplified Learning pdf[リンク切れ] 「七つの知性」方法論を適用するための案内 - あなたの印象を、より人を引きつけ、効果的に、楽しげにするために